# 廖美紅
廖美紅（约1957年—2005年5月9日），臺灣屏東縣屏東市人，自小因小兒麻痺全身癱瘓，後學習自理生活、製作手工藝品作義賣，擔任羅騰園庇護商店店長幫助他人。

## 生平
屏東市民廖美紅在三歲發高燒，送醫時醫生用使用過針頭來打針，此後就因小兒麻痺全身癱瘓。到十七歲時，只有頭部與右手能動的廖美紅原先還需母親協助洗澡，有一日想起若母親會老去，於是就努力學習自理起居，雙親還為她特製專用衛浴設備。即使從床頭到浴缸要花五、六分鐘，用背部挪動身體二百七十度，她仍堅持自理。她還託家人教她念書，從注音符號開始學，有空就查字典認字。

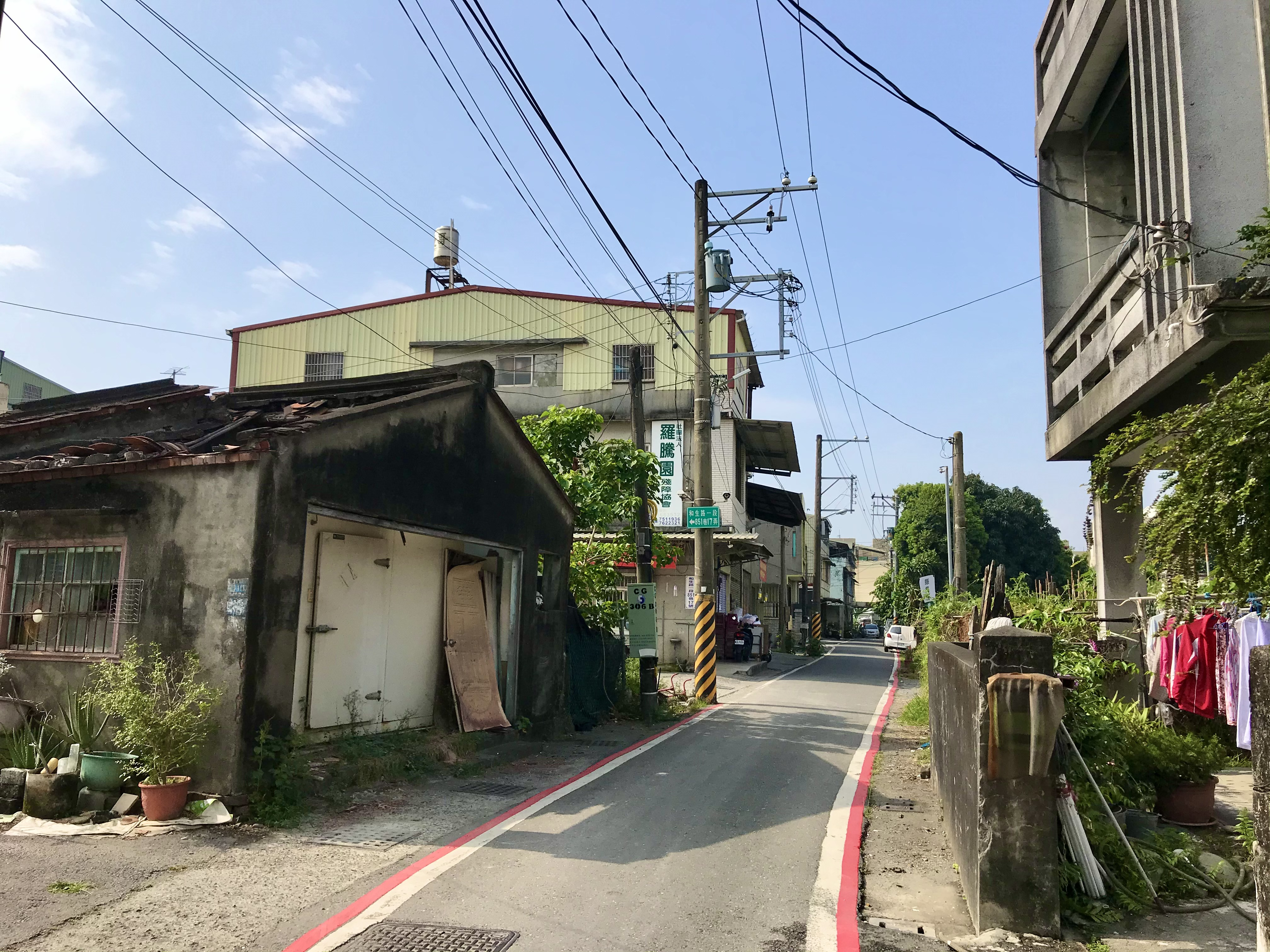
屏東市羅騰園

約2001年左右，廖美紅見到送給她的串珠手鍊漂亮，開始學習以嘴巴咬線、輕微會動的右手拿著小珠子，摸索串成手鍊，後來還能自製各種造型的串珠手工藝品。該年報導，作為舉行九二一地震募捐的慈濟功德會、屏東醫院義賣會場，常可以找到廖美紅捐賣的手工藝品。次年2002年報導，她所作的串珠娃娃、串珠鳳梨等手工藝品在6月22日義賣就達新台幣二十多萬元，且都捐給殘障團體。在高雄市拾穗扶輪社及雙葉開發科技公司協助建立電子虛擬商店網站WWW.L-L.COM.TW下，2003年8月27日起，她開始以羅騰園生活藝術館館長身分，負責販賣身障人士所做的手工藝品。
羅騰園肢體殘障協會計畫想合法申請收容院生，但必須要籌出一千萬元才能登記立案為財團法人。為幫助羅騰園成立興建殘障人士的安養之家，廖美紅在2003年說最大願望是在六年內募得新一千萬元。鄭豐喜基金會董長吳繼釗在此年接受採訪時說，這兩年她每星期都往屏東跑，因為她從廖美紅身上看到美與活力。
羅騰園生活藝術館在2004年5月21日從屏東市搬到長治鄉繁華村水源路171號時，館長廖美紅穿上禮服，希望號召更多民眾支持身障人士，讓庇護商店在7月中旬順利開店。在立法委員林育生幫助下，7月16日，屏東縣身障者社團第一家庇護商店在繁華村成立，由廖美紅擔任店長，販身心障礙者及原住民手工藝作品、二手書籍、玩具，並免費教導身障人士學習製作串珠、中國結等。屏東縣政府社會局會轉介家境困難的人士來廖美紅學習技藝，並藉由身心障礙者銜接教育研討會，讓參與研討會的教師來此購買手工藝品。羅騰園協會理事長蔣月惠就舉例2005年2月有一位因職災受傷的重度器質性精神障礙者，經廖美紅及工作人員的調教，已會接聽電話、騎腳踏車，改變讓家人十分雀躍。
2005年5月7日，廖美紅因心藏衰竭引發肺積水住院治療，至9日中午送到屏東市家中後即於過世，享年四十七歲。13日追思會上，社會局長涂治娟致詞表示，美紅給予身心障礙者莫大鼓勵，也讓人深刻體會生命值得珍惜。屏東縣政府在11月26日，舉行新書《四季──生命之歌》發表會，介紹廖美紅、張汝珊、蕭秀慧、蕭清宗、夏皖屏、蔡炎桂、楊永恬、徐榮義、趙美君、陳料賢、潘枝鴻、洪樹勳等十二位屏東縣身障人士的奮鬥故事。